# Aegyptus
Aegyptus neboli česky Egypt, latinským celým názvem Provincia Aegypti (řecky ἐπαρχία Αἰγύπτου), bylo ve starověku jméno římské provincie, zahrnující převážnou část moderního Egypta s výjimkou Sinajského poloostrova. Římský Egypt sousedil na západě s provincií Kyrenaika a na východě s Arabií Petraeou. Území Egypta přešlo pod římskou nadvládu v roce 30 př. n. l. poté, co Octavianus (pozdější císař Augustus) završil své vítězství nad Kleopatrou a Marcem Antoniem v bitvě u Actia z předcházejícího roku. V dobách panování Římanů sloužil Egypt jako hlavní producent obilí pro Řím, často byl proto nazýván „obilnicí říše“.

## Římský Egypt
Egypt byl pokládán za hospodářsky velmi důležitou provincii říše nejen kvůli své ohromné produkci obilí, nýbrž také pro svoji výrobu skla a kovového zboží. Do přístavů v Rudém moři bylo z Indie dováženo luxusní a exotické zboží jako například koření, voňavky, drahokamy a vzácné kovy. Vedení provincie spočívalo v rukou prefekta ze stavu jezdců (equites), který byl zodpovědný přímo císaři. Senátorům byl vstup do provincie zapovězen.
Stávající ptolemaiovská správa zůstala na nižších úrovních ponechána prakticky nedotčena. Řízení země tak do značné míry setrvávalo v rukou řecky mluvícího obyvatelstva a znalost řeckého jazyka a kultury zůstávala hlavním předpokladem pro výkon služby v provinciální správě. Dalším dědictvím starověkého a ptolemaiovského Egypta byla přímá správa měst prostřednictvím provinciálních úřadů. Naproti tomu ostatní města římské říše se těšila městské samosprávě. Stále častější hlasy, ozývající se především z řad řeckého obyvatelstva Alexandrie a požadující autonomii, byly vyslyšeny teprve Septimiem Severem v roce 200.
První prefekt Egypta, Gaius Cornelius Gallus, přivedl pod římskou kontrolu oblast Horního Egypta a založil římský protektorát v jižních pohraničních regionech, opuštěných za vlády pozdních Ptolemaiovců. Druhý prefekt, Aelius Gallus, se neúspěšně pokusil dobýt Arabii Petreau a dokonce vzdálenou Šťastnou Arábii (Arabia Felix; území dnešního Jemenu na jihu Arabského poloostrova). Nicméně egyptské pobřeží Rudého moře bylo zpacifikováno teprve za vlády císaře Claudia. Třetí prefekt, Gaius Petronius, dal vyčistit zanesené zavlažovací kanály v údolí Nilu, čímž přispěl k obnově zemědělství.

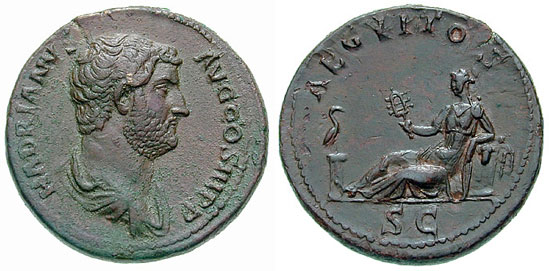
Hadrianova mince oslavující Egypt

Od doby panování Nerona se Aegyptus těšil nebývalé éře prosperity a blahobytu, která trvala déle než jedno století. Zdroj napětí v těchto časech představovaly především náboženské konflikty mezi Řeky a Židy v Alexandrii, vyúsťující v časté pogromy proti druhým jmenovaným. Situace se ještě vyhrotila po příchodu zélótských uprchlíků po skončení židovské války (66–70) a zničení Jeruzaléma. Alexandrie se tehdy stala nejvýznamnějším světovým centrem židovského náboženství a kultury. Za Traiana vypuklo v Alexandrii židovské povstání, jež bylo ale snadno potlačeno, přičemž byli Židé zbaveni svých privilegií. Ovšem již záhy jim byla vrácena zpět. Hadrianus, který během své vlády dvakrát navštívil Aegyptus, založil na Nilu nové město Antinoopolis na památku svého utopeného druha Antinoa. V době jeho vlády bylo po celé zemi vystavěno mnoho budov v řecko-římském stylu, v čemž se pokračovalo i za panování jeho nástupců.
Navzdory prosperitě a stabilitě, jež přinášela zemi římská správa, se Egypt stejně jako Sýrie v určitém směru zásadně lišil od ostatních římských provincií, neboť na rozdíl od Galů, Iberů nebo Řeků obyvatelé těchto zemí nikdy zcela nepřijali římskou státní myšlenku za svou. Třebaže se Egypťané podrobili římské moci, zřídkakdy požadovali nebo si zasloužili římské občanství. Prý uplynulo více než dvě stě třicet let od pádu Ptolemaiovců, než byl první Egypťan připuštěn do římského senátu.
Za Marca Aurelia vypuklo v důsledku nesnesitelně vysokých daní povstání domorodých Egypťanů, které bylo potlačeno až po mnoha letech bojů. Tato válka způsobila egyptskému hospodářství těžké škody a znamenala počátek ekonomického úpadku země. Avidius Cassius, který vedl římské vojsko v bojích proti povstalcům, se prohlásil císařem, načež byl uznán vojskem v Sýrii a Egyptě. Po příchodu Marca Aurelia byl však sesazen a zabit. Následná císařova shovívavost vůči vzbouřencům přispěla k obnovení míru. Podobné povstání vypuklo v roce 193, když byl po smrti Pertinaka prohlášen císařem Pescennius Niger. Toho však nakonec porazil Septimius Severus.
Nejzávažnější a nejpřevratnější událostí Egypta v tomto období jeho dějin byl příchod a rozmach křesťanství. Římské autority rázně potíraly toto nové, rychle se šířící náboženství, neboť se obávaly propuknutí náboženských konfliktů v zemi, v níž náboženství zaujímalo odedávna nadřazené postavení ve vztahu ke všem ostatním oblastem veřejného života. Křesťanství však brzy získalo veliké množství stoupenců mezi alexandrijskými Židy, od kterých brzy přešlo k Řekům a pak postupně mezi domorodé Egypťany, kterým se jevily přitažlivé sliby o spáse každého jednotlivce a společenské rovnosti. Starověké egyptské náboženství kladlo jen nepatrný odpor šířícímu se křesťanství, čemuž napomohla také jeho dlouhodobá kolaborace s řeckými a římskými vládci Egypta, která ho zbavovala jeho autority a diskvalifikovala jej v očích prostého lidu. Svou roli zřejmě sehrál také fakt, že původní náboženství ztratilo svoji popularitu mezi nižšími třídami v důsledku vysoké daňové zátěže uvalené z důvodu zajištění nákladů pořádání náboženských slavností, čímž byla snižována životní úroveň obyvatelstva. Navíc v náboženském systému pokládajícím pozemský život za nekonečný, ztrácí takový věčný život na přitažlivosti, jakmile se stane bídným a namáhavým. Naproti tomu křesťanské principy existence Boží Trojice, božské vzkříšení a posmrtný vstup do ráje se zdály Egypťanům mnohem lákavější.
V roce 212 udělil císař Caracalla všem Egypťanům, stejně jako ostatním obyvatelům říše, římské občanství, což bylo ovšem motivováno především snahou císaře vymoci ze svých poddaných vyšší daně. Ty byly stále tíživější v souvislosti s tím jak nepřetržitě vzrůstaly požadavky císařů. Výsledkem byla řada povstání vojáků i prostého lidu ve 3. století. V roce 250 zahájil císař Decius rozsáhlé pronásledování křesťanů, přesto se jejich vliv šířil dále. Egyptský místodržitel v roce 260, Mussius Aemilianus, nejprve podporoval Macrianovu uzurpaci a o rok později se sám prohlásil císařem, ale byl poražen Gallienem. V roce 272 se palmyrská královna Zenobie zmocnila Egypta, ovšem brzy jej ztratila poté, co její povstání proti Římu potlačil císař Aurelianus.
Koncem 3. století povstali v Egyptě další dva generálové, Probus a Domitius Domitianus, kteří se prohlásili císaři. V roce 296 dobyl Diocletianus Alexandrii a sesadil Domitia. Pak nechal zreorganizovat správu v celé provincii. Svým ediktem z roku 303 obnovil perzekuce namířené proti křesťanům. Jednalo se však o poslední vážný pokus zastavit šíření křesťanství nejen v Egyptě ale v celé římské říši.

## Křesťanský Egypt

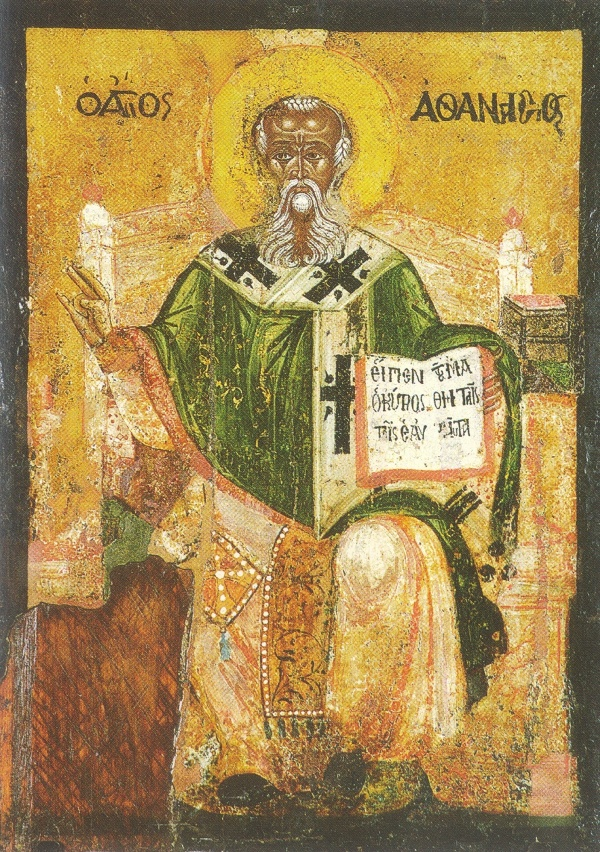
Alexandrijský biskup Athanasius, jenž byl různými císaři poslán nejméně pětkrát do vyhnanství.

Egyptští křesťané věří, že alexandrijský patriarchát byl založen apoštolem Markem kolem roku 33, nicméně o okamžiku příchodu křesťanství do Egypta je známo jen málo hodnověrných skutečností. První křesťané v Egyptě byli zřejmě až do doby patriarchátu Démétria Alexandrijského ovlivněni gnosticismem. Kolem roku 200 náležela Alexandrie k největším centrům křesťanství v říši. Křesťanští apologetové Kléméns Alexandrijský a Órigenés zde strávili velkou část svého života.
Vydáním ediktu milánského v roce 313 ukončil Konstantin Veliký pronásledování křesťanů a fakticky povýšil křesťanství na státní náboženství. V průběhu 4. století přišlo pohanství v Egyptě téměř o všechny své stoupence. Přesto se tu udrželo ještě po desetiletí: poslední edikt proti pohanům byl vydán v roce 390, ale graffiti ve Philae v Horním Egyptě dokazují, že uctívání Isis pokračovalo v jejích chrámech až do 5. století. Ke křesťanství konvertovalo rovněž mnoho egyptských židů. Mnozí však odmítli opustit víru svých otců, což z nich učinilo jedinou náboženskou menšinu v nyní už zcela christianizovaném Egyptě.
Jakmile však dosáhla církev v Egyptě nadřazeného postavení, upadla prakticky záhy do rozkolu a dlouhodobého sporu, který přerostl v občanskou válku. Alexandrie se stala místem zrodu prvního velkého schizmatu v křesťanské církvi, mezi ariány, pojmenovanými podle alexandrijského kněze Areia, a ortodoxními, reprezentovanými Athanasiem. Ten byl ustaven alexandrijským patriarchou v roce 326 poté, co První nikajský koncil odsoudil ariánství jako herezi. Tyto rozpory vyústily v roky trvající neklid a povstání. V dalších desetiletích byl Athanasius střídavě vypovídán z Alexandrie a opět dosazován na arcibiskupský stolec (přinejmenším pětkrát byl poslán do vyhnanství). Nesnášenlivost vůči pohanům zapříčinila zničení Serapidova chrámu.
Ohledně herezí a jiných rozličných křesťanských směrů se v Egyptě dařilo nejen ariánství, ale své věřící zde nalezly také gnosticismus a manicheismus. Rovněž se zde vyvinulo mnišsské hnutí (monasticismus), které před hmotnými požitky světa upřednostňovalo život v chudobě a oddanost církvi. Egyptští křesťané přijali monasticismus (mnišství) s takovým nadšením a zápalem, že dokonce císař Valens musel stanovit omezení počtu mužů, kteří se mohli stát mnichy. Monasticismus se z Egypta rychle rozšířil i do zbytku křesťanského světa. Ruku v ruce s rozmachem křesťanství docházelo v Egyptě v tomto období k rozvoji užívání koptštiny, což byla určitá forma jazyka starých Egypťanů psaná řeckými písmeny a doplněná některými znaky pro vyjádření hlásek, jež řečtina na rozdíl od egyptštiny neznala. Koptštinu používali původně pohané v rámci svých rituálů. Později ale byla přijata ranými křesťany k šíření evangelia mezi domorodé Egypťany a proto se stala liturgickým jazykem egyptských křesťanů, kterým zůstává dodnes.

## Byzantský Egypt
Za vlády Konstantina I. bylo rovněž založeno nové hlavní město římské říše – Konstantinopol. Na konci 4. století byla říše rozdělena, přičemž území Egypta připadlo východořímské říši. Staletí užívání latiny, která se v Egyptě stejně nikdy plně neprosadila, skončila a řečtina získala zpět své někdejší postavení oficiálního jazyka z dob Ptolemaiovců. Během 5. a 6. století pokračoval pozvolný proces přeměny východořímské říše v Byzanc, křesťanský stát, opírající se o římský správní systém a založený na řecké kultuře. V souvislosti s definitivním vítězstvím křesťanství nastal konečný zánik pohanské kultury: důsledkem vymizení starých egyptských kultů byla ztráta znalosti hieroglyfických znaků z dob Egypta faraónů. Pohanské chrámy byly buď přestavěny v kostely anebo opuštěny a ponechány napospas poušti.
Východořímský stát začal nabývat stále více orientální podobu, která nahradila někdejší antický řecko-římský svět. Řecký systém výkonu místní vlády občany (poleis) zcela vymizel. Úřady, nesoucí nové byzantské názvy, byly v dědičném držení bohatých velkostatkářských rodin. Některé věci se však nezměnily: Alexandrie, druhé největší město říše, zůstávala centrem náboženských sporů a násilí. Cyril, patriarcha Alexandrie, přesvědčil v roce 415 správce města, aby vydal příkaz k vypuzení židů. Následnému řádění zfanatizované lůzy padlo za oběť kromě nesčetného počtu židů také řada křesťanů a pohanů. Zavraždění matematičky a filozofky Hypatie během tohoto běsnění je pokládáno za symbol konce éry helénistické kultury v Egyptě. Zhruba v téže době se v Egyptě zrodila nová hereze, která prodloužila období vnitřní nestability Egypta a definitivně jej odcizila říši.
Nový náboženský spor se týkal přirozenosti Ježíše Krista. Podstatou celého problému byla otázka, zda měl Kristus jednu nebo dvě přirozenosti (božskou a lidskou). Třebaže současnému člověku se tento rozdíl může jevit jako nepodstatný, v dobách vypjatých náboženských střetů dokázala takováto záležitost rozdělit říši. Monofyzitismus (jak se tento christologický názor nazývá) se zrodil jako reakce na nestoriánství v první polovině 5. století. V roce 451 byl na Chalkedonském koncilu odsouzen jako hereze, ačkoliv mnozí stoupenci monofyzitismu považovali celý spor za výsledek vzájemného nedorozumění, neboť podle nich neexistoval mezi ortodoxním a jejich postojem žádný rozdíl. Navzdory rozhodnutí koncilu získal monofyzitismus v Egyptě a později také v Sýrii celonárodní podporu, což vedlo k permanentnímu napětí mezi Konstantinopolí a Alexandrií trvajícímu po celé zbývající období byzantské nadvlády.
Za vlády Justiniána I. (527–565) se východořímské říši podařilo znovu ovládnout dřívější západní provincie v Africe a v Itálii. Avšak tyto úspěchy byly draze vykoupeny a ve svém konečném důsledku jen oslabily celkovou obranu říše.
V této době byl také uzavřen poslední starověký egyptský chrám, chrám na ostrově Philae zasvěcený bohyni Eset. K tomu došlo roku 535 (ačkoliv některé zdroje říkají 551 či ještě později), kdy z rozkazu Justiniána byl tento chrám uzavřen. To, že již neexistoval oficiálně žádný chrám, však neznamenalo konec faktický a původní náboženství bylo dál udržováno v podobě lidové.
Bylo by hloupé se domnívat, že na tom takto byla většina země, mnohem pravděpodobnější je, že původní náboženství bylo v menšině. Neméně hloupé by však bylo se domnívat, že okamžikem uzavření chrámu přestalo existovat úplně. Ačkoliv názory na to se mohou lišit (tajné uctívání i dlouho poté, neřkuli přetrvání náboženství až do dnešních dnů) je šesté století bráno jako historicky doložený konec tohoto náboženství a arabové (viz níže) se s původním náboženstvím téměř nesetkali, pokud vůbec. Současné rekonstrukcionistické směry (viz Kemetismus & Isidino společenství) nejsou považovány za egyptské náboženství ale pouze za jeho reflexi v současném světě.

## Perské a arabské výboje
Perská okupace Egypta v roce 619 patřila bezesporu k jednomu z největších triumfů Sásánovců v jejich poslední válce proti Byzanci. Sásánovský velkokrál Husrav II. Parvéz zahájil tuto válku údajně jako mstu za zavraždění císaře Maurikia v roce 602 a v prvních dvou desetiletích dosáhl nad Byzantinci řady cenných vítězství, která kulminovala dobytím Jeruzaléma v roce 614 a Alexandrie v roce 619. Obrat ve vývoji války nastal až na jaře 622 protiofenzívou císaře Herakleia. Přesto trvalo ještě skoro dalších šest let, než byl Husrav v roce 628 sražen na kolena. Egypťané, kteří nehořeli nadšením pro císaře v Konstantinopoli, kladli perským okupantům jen zanedbatelný odpor. Husravův syn a nástupce, Kavád II. Šéroé, uzavřel mírovou smlouvu, v níž souhlasil s vydáním všech Sásánovci dobytých zemí východořímskému císaři.
Perská okupace napomohla posílení dominance monofyzitismu v Egyptě a když byla v roce 629 obnovena v Egyptě císařská vláda, byla podniknuta rozhodná opatření proti monofyzitům. Egypt se tak fakticky nacházel ve stavu náboženského a politického nepřátelství vůči říši a to právě v době, kdy se na obzoru rýsovala nová hrozba – islámská expanze.
Po porážce v bitvě na řece Jarmúku v roce 636 ztratili Byzantinci kontrolu nad Sýrií a bylo jen otázkou času, kdy se arabští dobyvatelé rozhodnou šířit svoji novou víru dále na západ. V prosinci 639 postoupilo vojsko 4000 Arabů, vedených Amr ibn al-Asem a vyslaných chalífem Umarem, z Palestiny do Egypta. Arabské vojsko si rychle podrobilo deltu Nilu. Císařská posádka však ustoupila za hradby měst, kde se dokázala úspěšně bránit déle než jeden rok. Arabové ale vypravili do Egypta posily a v dubnu 641 padla Alexandrie do jejich rukou. Většina egyptských křesťanů své nové vládce uvítala. Nástup nového režimu pro ně znamenal konec náboženských perzekucí a tvrdého daňového útisku ze strany Byzantinců. Císař Konstans II. sice vyslal do Egypta ohromnou flotilu s cílem dobýt jej zpět, přičemž se Byzantincům v roce 645 dokonce podařilo dobýt Alexandrii. Avšak již v následujícím roce muslimové město znovu opanovali, čímž úspěšně završili své podmanění Egypta. Téměř 1000 let trvající etapa řecko-římské vlády v Egyptě skončila.